# روکسن (خواننده)
روکسن (به انگلیسی: Roxen) (زاده ۵ ژانویه ۲۰۰۰) خواننده اهل رومانی است.او فعالیت خود را از ۲۰۱۳ شروع کرده است.
او نماینده رومانی در یوروویژن ۲۰۲۱ بود.